# 三人ガリデブ
「三人ガリデブ」（さんにんガリデブ、The Adventure of the Three Garridebs）は、イギリスの小説家、アーサー・コナン・ドイルによる短編小説。シャーロック・ホームズシリーズの一つで、56ある短編小説のうち49番目に発表された作品である。イギリスの「ストランド・マガジン」1925年1月号、アメリカの「コリアーズ・ウィークリー」1924年10月25日号に発表。1927年発行の第5短編集『シャーロック・ホームズの事件簿』(The Case-Book of Sherlock Holmes) に収録された。
1902年6月の事件と記されている。

## あらすじ
ロンドンの博物学者ネイサン・ガリデブは、アメリカからイギリスに渡ってきた弁護士ジョン・ガリデブから、「3人のガリデブ姓の成人男性がそろえば莫大な遺産を3分割して渡す」というカンザスに住むアレクサンダー・ハミルトン・ガリデブという大富豪の遺言の話を持ちかけられ、シャーロック・ホームズの助力を仰ぐ。
そこへジョン・ガリデブが、新聞の広告から農機具業者の3人目のガリデブ（ハワード・ガリデブ）が見つかったという知らせを持って来て、ネイサン・ガリデブにバーミンガムまで行くようにいう。ネイサン・ガリデブはここ数年研究で屋敷にこもりきりで、家を空けたことがないためで乗り気ではなかったが、ホームズらにも促されてバーミンガムまで向かうことになる。
ホームズはジョン・ガリデブの説明や態度の矛盾点やハワード・ガリデブの広告の不信点から、彼が何かの目的のためにネイサン・ガリデブを家から追い出してバーミンガムまで行かせたがったと推理し、翌朝スコットランド・ヤードでジョン・ガリデブの正体を調査する。彼は別名を「殺し屋エヴァンズ」といい、アメリカで人を殺して本国にいられなくなり、1893年にロンドンに来て、1895年にウォータールーでシカゴで有名だった偽金作りプレスコットと喧嘩になり射殺した（一応向こうから仕掛けてきたという）ことで、1901年まで服役していたことがわかった。
その日の夕方、ホームズとワトスンは無人となったネイサン・ガリデブの家に向かい、ジョン・ガリデブこと殺し屋エヴァンズが何をしようとするのかを突き止める。